# Pays Périgord vert
Pour les articles homonymes, voir Périgord vert.
Le Pays Périgord vert est une association qui regroupe des collectivités locales situées dans le nord du département de la Dordogne, en Nouvelle-Aquitaine. L'association a été créée dans le cadre de la loi LOADDT. Le Pays Périgord vert tient son nom de l’ancienne province du Périgord dont il fait partie. C'est Jules Verne qui donne le premier son nom à cette partie du Périgord particulièrement riche en forêts, prairies et cours d'eau. Son territoire recoupe pour partie celui du parc naturel régional Périgord-Limousin.

## Histoire
L'association, créée en juillet 2001 sous le nom « Association de préfiguration du Pays Périgord vert », prend son nom actuel au mois de janvier 2004. En même temps, le siège est transféré de Nontron à Brantôme et le canton de Hautefort décide de se retirer.

## Géographie

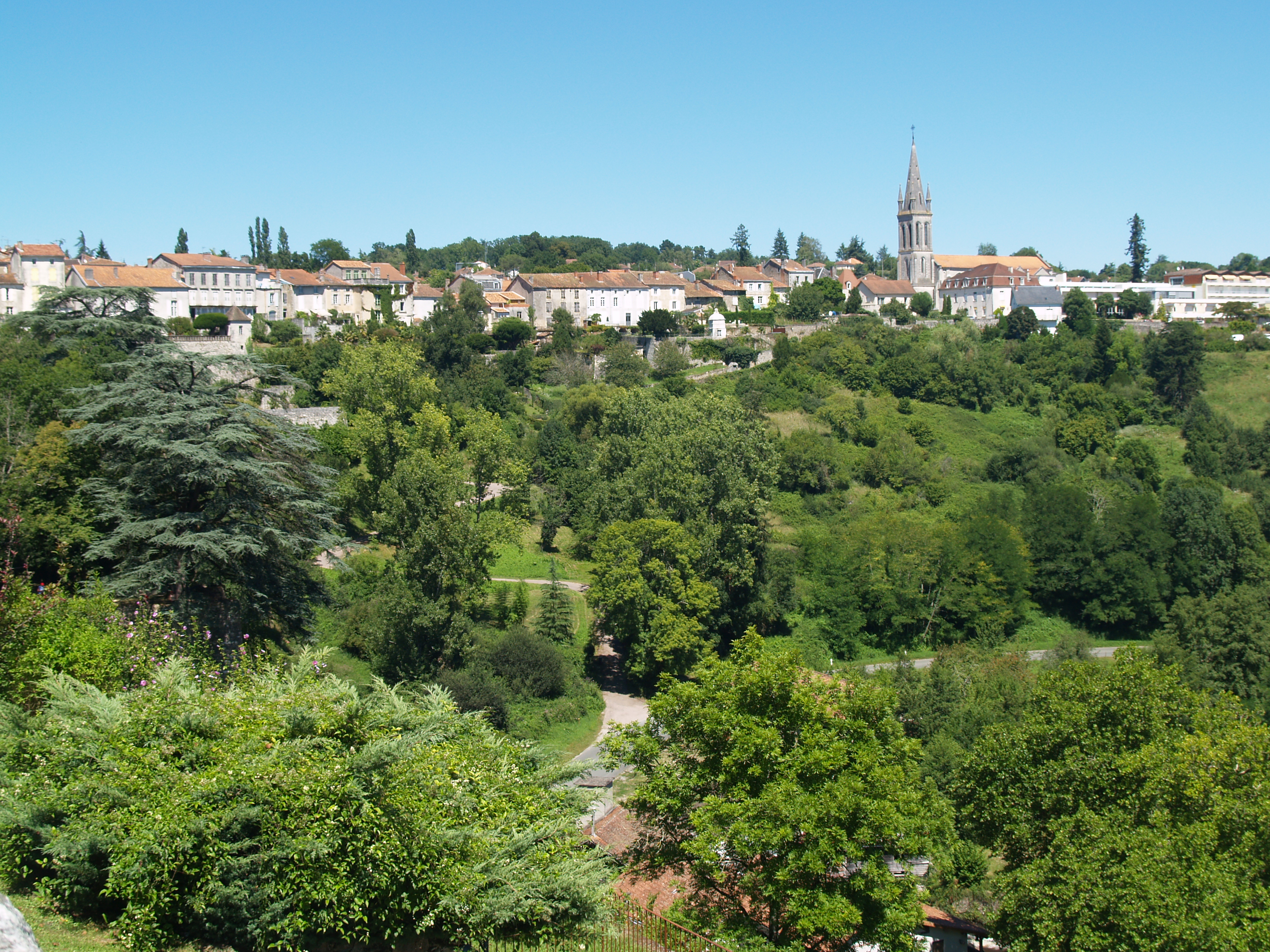
Nontron, symbole du Périgord vert.

Région rurale de Dordogne comprise entre la plaine de l'Isle, le sud-est de la Charente et la Haute-Vienne, le Périgord vert actuel s'articule autour des vallées de la Dronne, du Bandiat, de l'Isle et de l'Auvézère. Les principaux pôles urbains sont ceux de Nontron, la sous-préfecture (3 196 habitants en 2013), Ribérac (4 017 habitants) et Thiviers (3 031 habitants).
Le Pays Périgord vert intervient dans la coordination et le financement d'actions économiques, sociales et culturelles au travers d'un projet de territoire concerté. Il a été retenu par la région Aquitaine pour porter un programme de financements européens Leader et un Contrat de financements régionaux pour la période 2014 - 2020.

## Composition
Le Pays Périgord vert regroupe, en 2016, neuf communautés de communes représentant 166 communes :
- la communauté de communes Causses et Rivières en Périgord ;
- la communauté de communes Dronne et Belle ;
- la communauté de communes du Haut-Périgord ;
- la communauté de communes du pays de Jumilhac-le-Grand ;
- la communauté de communes du Pays de Lanouaille ;
- la communauté de communes du pays ribéracois ;
- la communauté de communes du Pays de Saint-Aulaye ;
- la communauté de communes du Pays thibérien ;
- la communauté de communes du Périgord vert nontronnais.

Au 1er janvier 2017, après fusion de plusieurs intercommunalités et création de communes nouvelles, le Pays Périgord vert regroupe six communautés de communes représentant 150 communes :
- la communauté de communes Dronne et Belle ;
- la communauté de communes Isle-Loue-Auvézère en Périgord ;
- la communauté de communes des Marches du Périg'Or Limousin Thiviers-Jumilhac ;
- la communauté de communes du Périgord Nontronnais ;
- la communauté de communes du pays ribéracois ;
- la communauté de communes du Pays de Saint-Aulaye.

Un regroupement du Pays ribéracois et du pays de Saint-Aulaye en une intercommunalité unique a été envisagé pour le 1er janvier 2019 mais n'a finalement pas eu lieu.

## Galerie

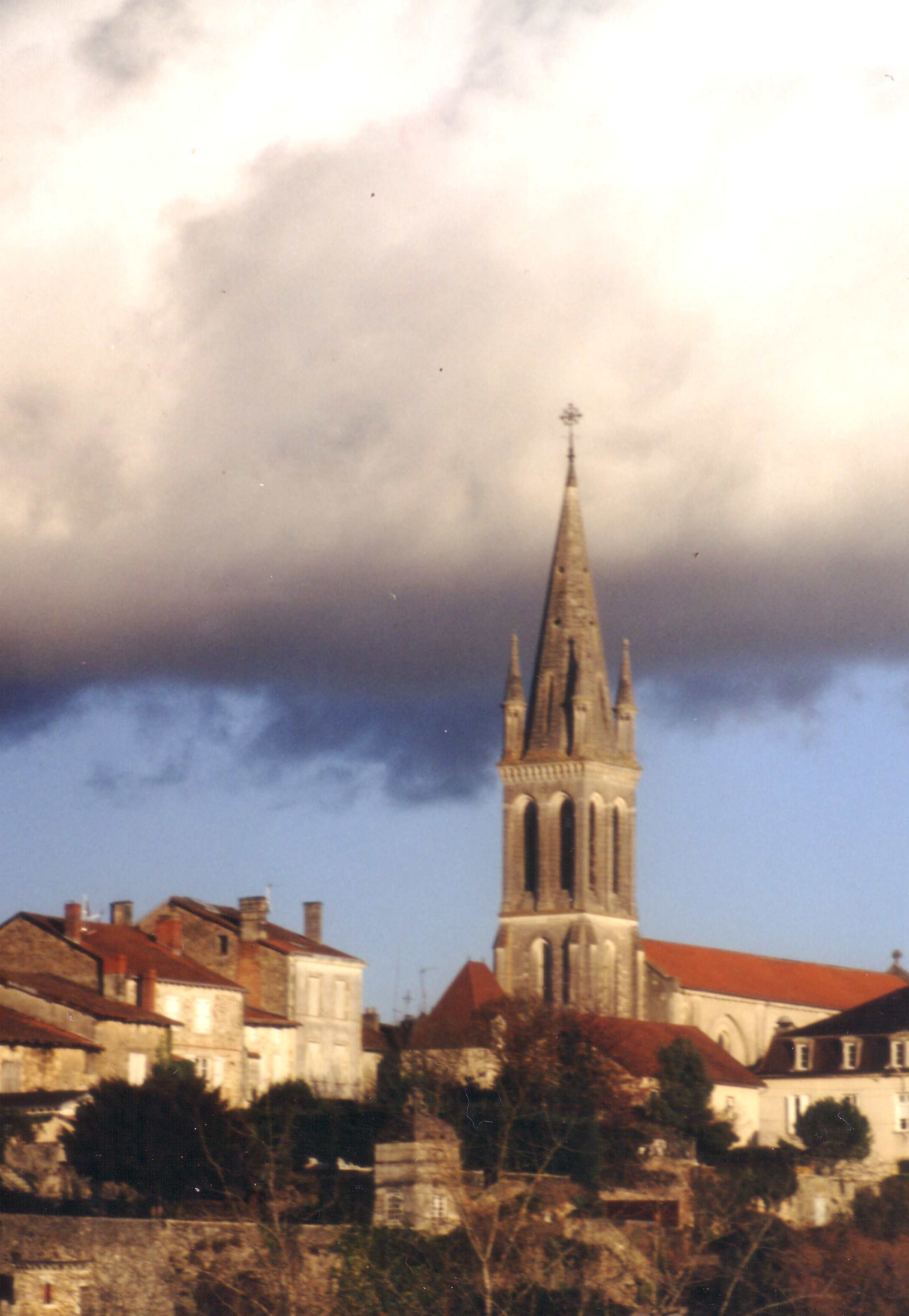
Nontron.
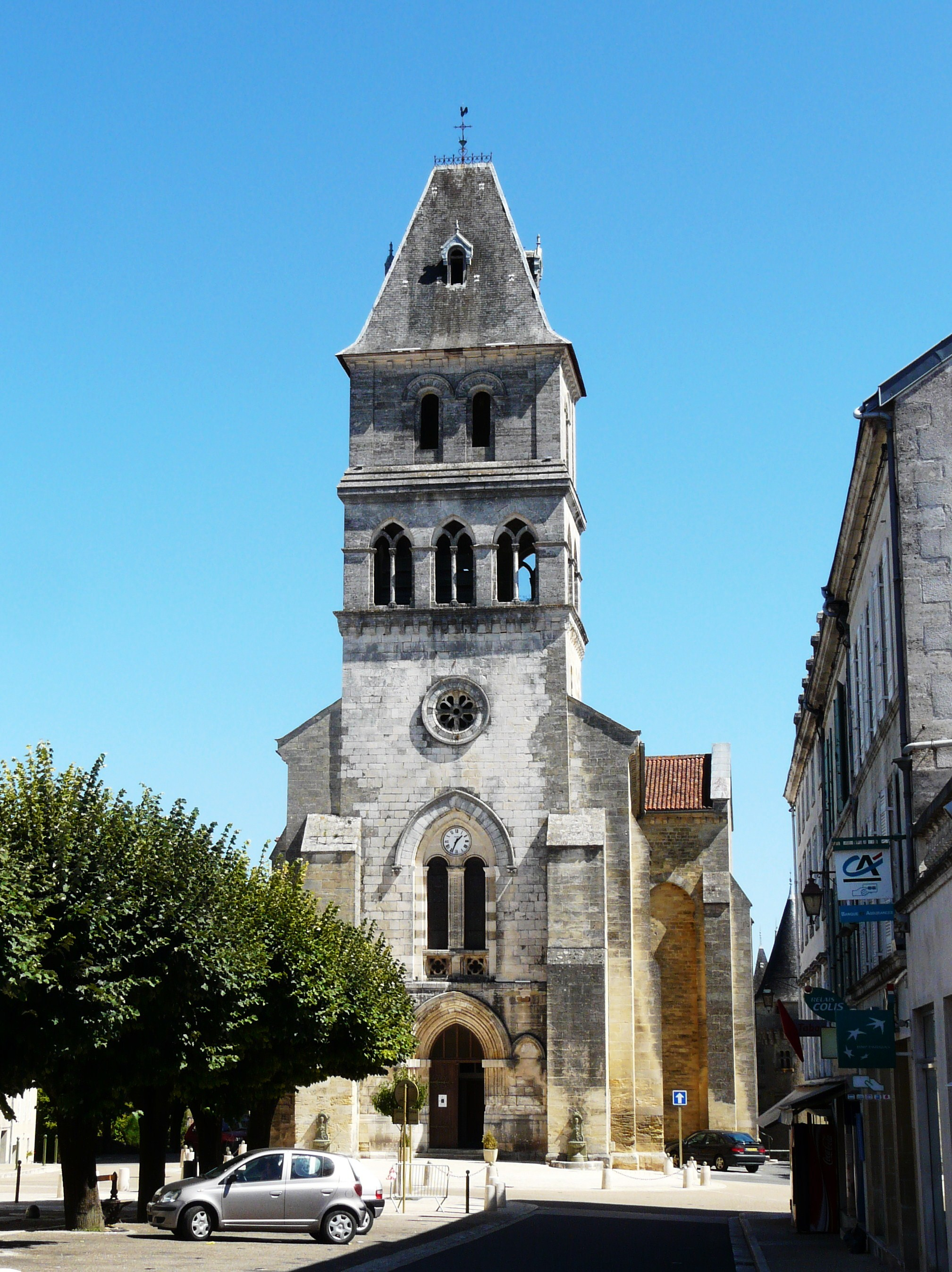
Thiviers.
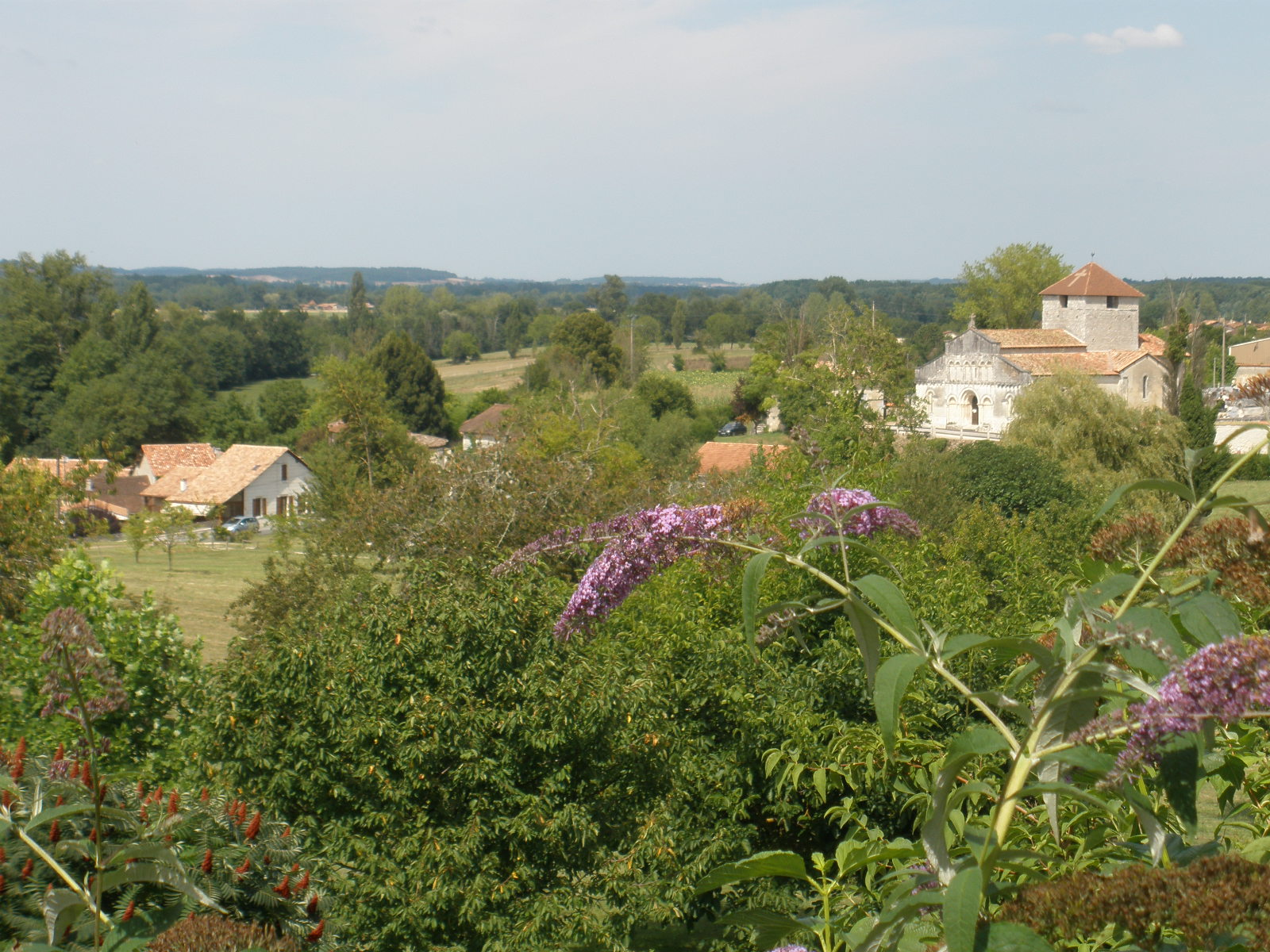
Saint-Aulaye.